# Tanarthrus inyo
Tanarthrus inyo är en skalbaggsart som beskrevs av Henry Frederick Wickham 1906. Tanarthrus inyo ingår i släktet Tanarthrus och familjen kvickbaggar. Inga underarter finns listade i Catalogue of Life.